# Benedetto Revelli
San Benedetto Revelli (Liguria, IX secolo – 900) è stato un vescovo italiano.

## Biografia
Poco sappiamo della vita di Benedetto Revelli. L'unica fonte scritta è una Vita scritta nella metà del secolo XVII dal cistercense Filippo Malabayla, il quale tuttavia dichiara di aver fatto riferimento alla tradizione, a quanto emerge dai dipinti che lo ritraggono e dall'antica iscrizione che si trova sul suo sepolcro.
Nato in anno a noi ignoto, ma posto nella prima metà del secolo IX, in un paese della Liguria, si fece monaco benedettino e, con altri confratelli, si diede all'eremitaggio sull'Isola Gallinara, sita di fronte ad Albenga, ove si trovava una chiesa dedicata alla Madonna e a San Martino di Tours che qui risiedette secoli prima. Era probabilmente stato nominato abate del monastero, quando fu raggiunto dai messi del clero e del popolo albenganese che gli comunicarono di averlo eletto loro vescovo. Del periodo episcopale di Benedetto Revelli nulla si sa, mentre la tradizione vuole che esso fosse stato ricco di guarigioni miracolose. Morì in viaggio, nell'anno 900, mentre si recava nella riviera di levante, e la sua salma fu riportata ad Albenga via mare. La tradizione vuole che questa fosse stata caricata su un carro per essere trasportata in cattedrale per l'inumazione, ma che, nel passare davanti alla chiesa di Santa Maria in Fontibus, officiata dai benedettini, i buoi che trascinavano il carro si fossero fermati rifiutandosi di proseguire.  Questo fu ritenuto un segno della volontà del santo defunto, di essere inumato in quella chiesa e così avvenne.
Nel 1409 gli fu dedicata in quella chiesa una cappella, ove la sua salma fu traslata in una tomba marmorea. La chiesa in seguito crollò e nel 1614, innalzatane una nuova, la sua salma vi fu traslata.
La sua memoria liturgica cade il 12 febbraio (giorno della sua presunta morte) e ogni anno, a quella data, la cassa viene portata in processione insieme a un reliquario contenente un braccio del santo.
La sua vita venne raccontata solo alla fine del XII secolo  e venne incluso nel catalogo dei Santi solo nel XVI secolo